# Anton Barticevic
Anton Barticevic (ur. 2 maja 1906) – chilijski lekkoatleta, młociarz. 
Podczas igrzysk olimpijskich w Berlinie (1936) zajął 17. miejsce w finałowym konkursie rzutu młotem.

## Rekordy życiowe
- Rzut młotem – 50,02 (1937)